# World Ladies Championship 2012
Het World Ladies Championship is een golftoernooi dat deel uitmaakt van de Ladies European Tour en de China LPGA Tour. Het spelersveld bestaat uit 108 speelsters.
De eerste editie was van 2-4 maart 2012 en werd gespeeld op de Vintage Course van de Mission Hills Golf Club in China. De formule was nieuw want het zijn eigenlijk drie wedstrijden door elkaar.
De dames speelden 54 holes individueel om US$ 500.000 prijzengeld, de acht amateurs speelden om een wildcard voor de Princess Lalla Meryem Cup in maart in Agadir en het Ladies China Open in december. Verder deden 19 landen mee met een team van twee speelsters. Zij speelden om US$ 100.000 prijzengeld.
Het Nederlandse team bestond uit Marjet van der Graaff en Marieke Nivard. Er deed geen Belgisch koppel mee. De jongste deelneemster was de 14-jarige Koreaanse amateur Lydia Ko die eerder in 2012 het Women's New South Wales Open en het Australisch Amateur Matchplay won. Ze was de jongste amateur die ooit een professional damestoernooi won en ze werd al op 16-jarige leeftijd  in oktober 2013 professional.

## Toernooiverloop

### Ronde 1
De eerste dag waren de Nederlandse dames ver van de top, Nivard maakte +3 en Van der Graaf zelfs +8. Diana Luna en Shan Shan Feng gingen aan de leiding met -6. Bij de teams ging het Chinese team (Shan Shan Feng en Li Ying Ye) aan de leiding met -10. Op de laatste plaats staat Korea en net daarboven het Nederlandse team.

### Ronde 2
Feng moest na de tweede ronde de leiding delen met Li Ying Ye, eveneens uit China. Marieke Nivard en Marjet van der Graaff maakten ieder 73 en stegen naar de 50ste en 79ste plaats. Als team stegen ze drie plaatsen. Het Chinese team had nu 8 slagen voorsprong op nummer 2, Thailand. Lydia Ko was met 142 (-2) de leidende amateur.

### Ronde 3
Hoewel Marjet van der Graaf de cut gemist had, speelde ze wel de laatste ronde voor de teamscore. Beide Nederlandse dames maakten 78. Als team eindigden ze op de 17de plaats.
 Feng en Luna stonden beiden op -10 toen zij aan de laatste hole begonnen, waarbij Feng in de partij achter Luna speelde, en dus kon zien wat zij deed. Luna maakte een triple bogey en zakte naar de 4de plaats, Feng maakte een nette par en won het toernooi. Samen met Ye won ze ook de teamprijs. Thailand had twee slagen meer en eindigde op de 2de plaats. 

Jing Yan was na deze ronde de beste amateur. Lydia Ko werd 2de amateur.
| Naam                  | Score R1 | Score R1 | Nr   | Score R2 | Score R2 | Totaal | Nr  | Score R3 | Score R3 | Totaal | Nr |
| --------------------- | -------- | -------- | ---- | -------- | -------- | ------ | --- | -------- | -------- | ------ | -- |
| Shan Shan Feng        | 66       | -6       | T1   | 69       | -3       | -9     | 1   | 71       | -1       | -10    | 1  |
| Pornanong Phatlum     | 68       | -4       | T7   | 69       | -3       | -7     | T3  | 70       | -2       | -9     | 2  |
| Pernilla Lindberg     | 69       | -3       | T10  | 70       | -2       | -5     | T   | 69       | -3       | -8     | 3  |
| Li Ying Ye            | 68       | -4       | T8   | 67       | -5       | -9     | T1  | 74       | +2       | -7     | T4 |
| Diana Luna            | 66       | -6       | T1   | 71       | -1       | -7     | T3  | 72       | par      | -7     | T4 |
| Marieke Nivard        | 75       | +3       | T62  | 73       | +1       | +4     | T50 | 78       | +6       | +10    | 58 |
| Marjet van der Graaff | 80       | +8       | T102 | 73       | +1       | +9     | T79 | MC       |          |        |    |

| Leider |  | Toernooirecord |